# Champikle
Champikle,  jedna od bandi Yamel Indijanaca (Gatschet, 1877.), porodica kalapooian, koja je obitavala u šumovitom području na La Creole Creeku (Rickreall Creek, Dallas Creek), pritoci Willamette u sjevernom Oregonu. Ovaj kraj nalazi se na području današnjeg okruga Polk blizu današnjeg Dallasa, a dijelili su ga s Chinchal Indijancima, susjednom Yamel bandom. U ovom kraju bijelci 1845. osnivaju Dallas, a za potrebe pilane i industrije Dallasa koriste se šume La Creolle Creeka. Na obalama rijeke Indijanci su kopali camas-korijenje, a danas se tu nalazi Delbert Hunter Arboretum i botanički vrt.

## Tekst naslova
- Yamel Indian Bands, Gens and Clans  Arhivirana inačica izvorne stranice od 30. siječnja 2009. (Wayback Machine)